# Kenichiro Fumita
Kenichiro Fumita (文田 健一郎, Fumita Ken'ichirō; Muganli, 18 de dezembro de 1995) é um lutador de estilo greco-romana japonês, medalhista olímpico.

## Carreira
Começou a lutar na quinta série do ensino fundamental para servir como parceiro de treino de uma atleta feminina um ano mais velha que ele. No começo ele estava relutante, mas quando ele entrou na Nirasaki Nishi Junior High School, seu pai o convidou e disse: “Se você começar a lutar, você pode fazer uma expedição por todo o país”, então ele levou a sério o assunto.
Fumita esteve nos Jogos Olímpicos de Verão de 2020 em Tóquio, onde participou do confronto de peso galo, conquistando a medalha de prata após disputa contra o cubano Luis Orta. Na edição seguinte, nos Jogos Olímpicos de Verão de 2024 em Paris, consagrou-se campeão nesta mesma categoria, agora após vencer confronto na final contra o chinês Cao Liguo.